# 曾靜萍
曾靜萍（1963年8月—），女，汉族，福建泉州人，中国梨園戲演員，工旦行，一级演员，中國国家级非物质文化遗产梨園戲项目代表性传承人（2008年起），中國民主同盟盟员，福建省梨園戲實驗劇團團長（1999年起）。第十、十一屆全國人民代表大會代表。

## 生平
曾靜萍在泉州出生長大。1977年進福建省藝術學校學梨園戲，1982年畢業后參加藝術工作直到現在。师承姚苏秦、施织、何淑敏、许天相、王胜利、吴明森、郑志欣、蔡秀英、蔡允怀、苏鸥、姚贻权、潘爱治、林文淑等名師。

## 奖项和荣誉
1989年得第6屆中國戲劇梅花獎，是福建得中國戲劇梅花獎的第1人。2008年得第23屆中國戲劇梅花獎，是福建2度獲得中國戲劇梅花獎的史上第1人。
2007年被评为第二届全国中青年德艺双馨文艺工作者。

## 社会兼职
2018年2月24日，当选为第十三届全国人大代表。

## 作品
梨园戏传统剧目《陈三五娘》、《苏秦》、《高文举》、《朱文》、《朱买臣》、《韩国华》、《郭华》等。
新编梨园戏 《节妇吟》、《陈仲子》、《董生与李氏》、《蔡文姬》等